# Агын
Агын (тур. Ağın) — город и район в провинции Элязыг на востоке Турции.